# Fausto (discoteca)
Fausto es una discoteca chilena orientada al público LGBT, fundada en 1979 y que es la más antigua de su estilo en el país y en Sudamérica. Se caracteriza por su elenco de transformistas y sus espectáculos, que cumplen un rol preponderante en la vida nocturna LGBT de la capital.

## Historia
La discoteca fue fundada por Javier Aparicio, Patricio Muruaga y Patricio Sandoval, quienes en 1976 habían creado el bar Burbujas, ubicado en la intersección de las calles Suecia y General Holley en Providencia.
Fausto abrió sus puertas en la avenida Santa María de la comuna de Providencia el 22 de agosto de 1979, en plena dictadura militar, lo cual provocó que la discoteca sufriera allanamientos en numerosas ocasiones y por diferentes motivos durante los toques de queda, siendo uno de estos primeros hechos el fin de semana del 20 y 21 de octubre del mismo año. En dicha ocasión, fueron detenidas y fichadas alrededor de 320 personas y se procedió a allanar el local dado que no habría tenido la patente que autorizaba la venta de bebidas alcohólicas.
Al momento de su apertura, la discoteca contaba con la autorización de las autoridades militares para operar en la legalidad y con una relativa tolerancia, al no existir una política oficial del régimen de represión estatal contra el colectivo LGBT. No obstante, era un local destinado principalmente a las clases sociales más acomodadas de la ciudad. En cuanto a su funcionamiento y admisión, Fausto estaba inspirada en recintos como el neoyorquino Studio 54, donde existía un código de vestuario y en determinadas ocasiones se ingresaba solo con invitación. Al año siguiente, se inauguró la discoteca gay Quásar, destinada a sectores más populares de la sociedad santiaguina.
En lo que respecta a lo decorativo, una de sus principales características desde sus inicios es la inexistencia de letreros o señales en su fachada, lo que hace prácticamente imperceptible su existencia desde la calle, mientras que en su interior destacan
sus muros de mármol y una reproducción de La creación de Adán de Miguel Ángel en la escalera principal del recinto. Tras el retorno a la democracia los allanamientos a Fausto continuaron, siendo uno de ellos el ocurrido el 10 de febrero de 1995, en donde fueron detenidas 8 personas.
En las décadas posteriores a su apertura la discoteca comenzó a reunir diversos eventos relacionados con el mundo del transformismo local, como por ejemplo el «Miss Fausto» (concurso de belleza creado en 1993 y que posteriormente trascendería el espacio de la discoteca, siendo realizado en teatros como el Caupolicán o el Cariola), los «Premios Grace» (certamen bianual actualmente denominado «Premios Francis Françoise» en homenaje a dicha transformista), el concurso de transformismo denominado «Amigas y Rivales» (del cual derivó el docu-reality homónimo) y la competencia de baile denominada «Bailando». También se han realizado otros programas, como el espacio de concursos titulado «El juego ‘e la Botota», presentado por Botota Fox.
La primera anfitriona que tuvo Fausto fue «Grace Kelly Grimaldi viuda de Hudson y todos estos», abreviada simplemente como Grace, interpretada por Ángel Barroso Pinto, quien falleció el 2 de abril de 1994; desde 1989 la anfitriona principal de la discoteca es Maureen Junott, así como también han surgido en el lugar rostros del transformismo chileno como Janin Day, Katiuska Molotov y Kassandra Romanini.